# Maurice-Ernest Audouin de Géronval
Pour les articles homonymes, voir Audouin.
Maurice-Ernest Audouin de Géronval, né à Paris le 30 avril 1802 et mort le 27 décembre 1847, est un littérateur et agronome français.

## Biographie
Maurice Audouin est le fils cadet de François-Xavier Audouin, homme politique, puis journaliste et avocat, et de Marie Sylvie Pache, fille de Jean-Nicolas Pache, ministre puis maire de Paris sous la Révolution.
Il prend le pseudonyme d' Audouin de Géronval, du nom d'un moulin proche de Thin-le-Moutier, commune où se sont retirés ses grands-parents maternels. Très éclectique et précoce, il publie son traité sur les fermes expérimentales à 19 ans puis plusieurs ouvrages concernant l'agriculture, des récits historiques et quelques écrits littéraires ; il a également effectué des traductions d'auteurs latin (De Senectute et le De Amicitia de Ciceron).
Il collabore aussi au journal royaliste La Quotidienne, se faisant l'ennemi de ce qui concerne le régime impérial. Il renonce ensuite à la politique et écrit des chansons pour le Caveau.
Il est enterré au cimetière du Père Lachaise avec son frère aîné, sa sœur cadette et ses parents (51e division, 1re ligne, T, 16).

## Ouvrages
- Considérations sur l'industrie, impr. de Richomme, 1820
- Projet d'une ferme expérimentale dans chaque département du royaume, impr. de Richomme, 1821 [lire en ligne]
- Les Espérances des Français au berceau de Son Altesse royale, monseigneur le duc de Bordeaux, Richomme, 1821
- Lettres sur la Champagne, Paris : M. Mondor, 1822 .
- Le Soldat vendéen, mimo-drame historique, chez les marchands de nouveautés, 1822.
- Réflexions sur la session de 1822, Paris : chez l'auteur, 1822 .
- Relation du siège de Mézières, par les troupes sous les ordres de Son Excellence M. le Baron de Hake, Lieutenant général au service de S.M. le Roi de Prusse, et Général en chef de l'armée du nord de l'Allemagne, Delaguette, 1824, 18 p. .
- Épître à son Excellence M. le baron de Hake, lieutenant général, ancien général en chef de l'armée du nord de l'Allemagne, suivi de Lettre sur le sacre des rois de France, impr. de Lebel, 1825.
- Manuel de l'imprimeur, ou Traité simplifié de la typographie, Encyclopédie Roret, imprimerie de Crapelet, 1826, 240 p.
- Céline, Ladvocat et Levavasseur, 1829 (BNF 30037478) réédité en 2017 par l'éditeur américain Gale, Print Editions  (ISBN 978-1-37535137-9).
- La fille du condamné, villanelle, à Madame Danjou, fille de l'infortuné Lesurques, Paris : impr. de Chassaignon, 1835